# Сплинтер, Сюзанна
Сюзанна Мартина Сплинтер (нидерл. Susanna Martina Splinter, 23 января 1878, Лейден — 16 марта 1931, Нордвейк) — нидерландская арфистка и шахматистка.

## Биография
Старшая дочь бакалейщика Якоба Сплинтера (1852—1929) и его жены Йоханны Антуанетты Смит (1851—1900). Кроме нее, в семье были еще сын Абрахам Кристиан (1879—1923), шахматист, участник последнего неофициального и первого официального чемпионатов Нидерландов (1908 и 1909 гг. соответственно), а также дочь Жанна Антуанетта (1881—1932).
В 1900 г. сдала профессиональный экзамен по специальности фармацевт. Однако занималась преимущественно шахматной игрой, а в 1908 г. уехала в Лейпциг, чтобы получить музыкальное образование. После окончания Лейпцигской консерватории по классу арфы работала в нескольких германских оркестрах. В 1910 г. стала штатной арфисткой оркестра Одесского городского театра. В начале 1920-х гг. вернулась в Нидерланды. В 1929 г. вышла замуж за архитектора А. Й. П. ван ден Хурка.
Ей посвящен написанный в 1913 г. нидерландским композитором и арфистом Й. Снуром романс для арфы соло.

### Шахматная карьера
С. Сплинтер была первой женщиной в Нидерландах, официально вступившей в мужской шахматный клуб. В 1900 г. она стала членом клуба «Schaakgezelschap Palamedes», где уже состояли ее отец и младший брат. Вскоре она стала вице-президентом клуба. Позже она вступила в клуб «Leidsch Schaakgenootschap».
Неоднократно участвовала в так называемых «женских национальных соревнованиях», фактически неофициальных чемпионатах Нидерландов. В 1899 г. набрала 5 из 7 и завоевала бронзовую медаль соревнования, а в 1901 г. набрала 6 из 8 и разделила 1—3 места с А. и Ш. Кукебаккер.
Неоднократно участвовала в гастрольных выступлениях известных шахматистов. В 1900 г. в сеансе одновременной игры выиграла партию у Ж. Мизеса. В 1902 г. в сеансе вслепую для сильнейших шахматистов Лейдена выиграла партию у Р. Ломана (единственная, кому удалось это сделать).
В 1908 г. в связи с отъездом из Лейдена завершила спортивную карьеру. Пост вице-президента клуба «Schaakgezelschap Palamedes» перешел к ее отцу, она сама получила статус почетного члена клуба.

#### Примечательная партия
|   | a | b | c | d | e | f | g | h |   |
| - | --- | --- | --- | --- | --- | --- | --- | --- | - |
| 8 | a8 чёрная ладья · c8 чёрный слон · f8 чёрная ладья · g8 чёрный король · a7 чёрная пешка · b7 чёрная пешка · c7 чёрная пешка · e7 чёрный ферзь · f7 чёрная пешка · g7 чёрная пешка · h7 чёрная пешка · b6 чёрный слон · c6 чёрный конь · d6 чёрная пешка · f6 чёрный конь · b5 белый слон · g5 белый слон · d4 белая пешка · e4 белая пешка · c3 белый конь · f3 белый конь · a2 белая пешка · b2 белая пешка · f2 белая пешка · g2 белая пешка · h2 белая пешка · a1 белая ладья · d1 белый ферзь · f1 белая ладья · g1 белый король | a8 чёрная ладья · c8 чёрный слон · f8 чёрная ладья · g8 чёрный король · a7 чёрная пешка · b7 чёрная пешка · c7 чёрная пешка · e7 чёрный ферзь · f7 чёрная пешка · g7 чёрная пешка · h7 чёрная пешка · b6 чёрный слон · c6 чёрный конь · d6 чёрная пешка · f6 чёрный конь · b5 белый слон · g5 белый слон · d4 белая пешка · e4 белая пешка · c3 белый конь · f3 белый конь · a2 белая пешка · b2 белая пешка · f2 белая пешка · g2 белая пешка · h2 белая пешка · a1 белая ладья · d1 белый ферзь · f1 белая ладья · g1 белый король | a8 чёрная ладья · c8 чёрный слон · f8 чёрная ладья · g8 чёрный король · a7 чёрная пешка · b7 чёрная пешка · c7 чёрная пешка · e7 чёрный ферзь · f7 чёрная пешка · g7 чёрная пешка · h7 чёрная пешка · b6 чёрный слон · c6 чёрный конь · d6 чёрная пешка · f6 чёрный конь · b5 белый слон · g5 белый слон · d4 белая пешка · e4 белая пешка · c3 белый конь · f3 белый конь · a2 белая пешка · b2 белая пешка · f2 белая пешка · g2 белая пешка · h2 белая пешка · a1 белая ладья · d1 белый ферзь · f1 белая ладья · g1 белый король | a8 чёрная ладья · c8 чёрный слон · f8 чёрная ладья · g8 чёрный король · a7 чёрная пешка · b7 чёрная пешка · c7 чёрная пешка · e7 чёрный ферзь · f7 чёрная пешка · g7 чёрная пешка · h7 чёрная пешка · b6 чёрный слон · c6 чёрный конь · d6 чёрная пешка · f6 чёрный конь · b5 белый слон · g5 белый слон · d4 белая пешка · e4 белая пешка · c3 белый конь · f3 белый конь · a2 белая пешка · b2 белая пешка · f2 белая пешка · g2 белая пешка · h2 белая пешка · a1 белая ладья · d1 белый ферзь · f1 белая ладья · g1 белый король | a8 чёрная ладья · c8 чёрный слон · f8 чёрная ладья · g8 чёрный король · a7 чёрная пешка · b7 чёрная пешка · c7 чёрная пешка · e7 чёрный ферзь · f7 чёрная пешка · g7 чёрная пешка · h7 чёрная пешка · b6 чёрный слон · c6 чёрный конь · d6 чёрная пешка · f6 чёрный конь · b5 белый слон · g5 белый слон · d4 белая пешка · e4 белая пешка · c3 белый конь · f3 белый конь · a2 белая пешка · b2 белая пешка · f2 белая пешка · g2 белая пешка · h2 белая пешка · a1 белая ладья · d1 белый ферзь · f1 белая ладья · g1 белый король | a8 чёрная ладья · c8 чёрный слон · f8 чёрная ладья · g8 чёрный король · a7 чёрная пешка · b7 чёрная пешка · c7 чёрная пешка · e7 чёрный ферзь · f7 чёрная пешка · g7 чёрная пешка · h7 чёрная пешка · b6 чёрный слон · c6 чёрный конь · d6 чёрная пешка · f6 чёрный конь · b5 белый слон · g5 белый слон · d4 белая пешка · e4 белая пешка · c3 белый конь · f3 белый конь · a2 белая пешка · b2 белая пешка · f2 белая пешка · g2 белая пешка · h2 белая пешка · a1 белая ладья · d1 белый ферзь · f1 белая ладья · g1 белый король | a8 чёрная ладья · c8 чёрный слон · f8 чёрная ладья · g8 чёрный король · a7 чёрная пешка · b7 чёрная пешка · c7 чёрная пешка · e7 чёрный ферзь · f7 чёрная пешка · g7 чёрная пешка · h7 чёрная пешка · b6 чёрный слон · c6 чёрный конь · d6 чёрная пешка · f6 чёрный конь · b5 белый слон · g5 белый слон · d4 белая пешка · e4 белая пешка · c3 белый конь · f3 белый конь · a2 белая пешка · b2 белая пешка · f2 белая пешка · g2 белая пешка · h2 белая пешка · a1 белая ладья · d1 белый ферзь · f1 белая ладья · g1 белый король | a8 чёрная ладья · c8 чёрный слон · f8 чёрная ладья · g8 чёрный король · a7 чёрная пешка · b7 чёрная пешка · c7 чёрная пешка · e7 чёрный ферзь · f7 чёрная пешка · g7 чёрная пешка · h7 чёрная пешка · b6 чёрный слон · c6 чёрный конь · d6 чёрная пешка · f6 чёрный конь · b5 белый слон · g5 белый слон · d4 белая пешка · e4 белая пешка · c3 белый конь · f3 белый конь · a2 белая пешка · b2 белая пешка · f2 белая пешка · g2 белая пешка · h2 белая пешка · a1 белая ладья · d1 белый ферзь · f1 белая ладья · g1 белый король | 8 |
| 7 | a8 чёрная ладья · c8 чёрный слон · f8 чёрная ладья · g8 чёрный король · a7 чёрная пешка · b7 чёрная пешка · c7 чёрная пешка · e7 чёрный ферзь · f7 чёрная пешка · g7 чёрная пешка · h7 чёрная пешка · b6 чёрный слон · c6 чёрный конь · d6 чёрная пешка · f6 чёрный конь · b5 белый слон · g5 белый слон · d4 белая пешка · e4 белая пешка · c3 белый конь · f3 белый конь · a2 белая пешка · b2 белая пешка · f2 белая пешка · g2 белая пешка · h2 белая пешка · a1 белая ладья · d1 белый ферзь · f1 белая ладья · g1 белый король | a8 чёрная ладья · c8 чёрный слон · f8 чёрная ладья · g8 чёрный король · a7 чёрная пешка · b7 чёрная пешка · c7 чёрная пешка · e7 чёрный ферзь · f7 чёрная пешка · g7 чёрная пешка · h7 чёрная пешка · b6 чёрный слон · c6 чёрный конь · d6 чёрная пешка · f6 чёрный конь · b5 белый слон · g5 белый слон · d4 белая пешка · e4 белая пешка · c3 белый конь · f3 белый конь · a2 белая пешка · b2 белая пешка · f2 белая пешка · g2 белая пешка · h2 белая пешка · a1 белая ладья · d1 белый ферзь · f1 белая ладья · g1 белый король | a8 чёрная ладья · c8 чёрный слон · f8 чёрная ладья · g8 чёрный король · a7 чёрная пешка · b7 чёрная пешка · c7 чёрная пешка · e7 чёрный ферзь · f7 чёрная пешка · g7 чёрная пешка · h7 чёрная пешка · b6 чёрный слон · c6 чёрный конь · d6 чёрная пешка · f6 чёрный конь · b5 белый слон · g5 белый слон · d4 белая пешка · e4 белая пешка · c3 белый конь · f3 белый конь · a2 белая пешка · b2 белая пешка · f2 белая пешка · g2 белая пешка · h2 белая пешка · a1 белая ладья · d1 белый ферзь · f1 белая ладья · g1 белый король | a8 чёрная ладья · c8 чёрный слон · f8 чёрная ладья · g8 чёрный король · a7 чёрная пешка · b7 чёрная пешка · c7 чёрная пешка · e7 чёрный ферзь · f7 чёрная пешка · g7 чёрная пешка · h7 чёрная пешка · b6 чёрный слон · c6 чёрный конь · d6 чёрная пешка · f6 чёрный конь · b5 белый слон · g5 белый слон · d4 белая пешка · e4 белая пешка · c3 белый конь · f3 белый конь · a2 белая пешка · b2 белая пешка · f2 белая пешка · g2 белая пешка · h2 белая пешка · a1 белая ладья · d1 белый ферзь · f1 белая ладья · g1 белый король | a8 чёрная ладья · c8 чёрный слон · f8 чёрная ладья · g8 чёрный король · a7 чёрная пешка · b7 чёрная пешка · c7 чёрная пешка · e7 чёрный ферзь · f7 чёрная пешка · g7 чёрная пешка · h7 чёрная пешка · b6 чёрный слон · c6 чёрный конь · d6 чёрная пешка · f6 чёрный конь · b5 белый слон · g5 белый слон · d4 белая пешка · e4 белая пешка · c3 белый конь · f3 белый конь · a2 белая пешка · b2 белая пешка · f2 белая пешка · g2 белая пешка · h2 белая пешка · a1 белая ладья · d1 белый ферзь · f1 белая ладья · g1 белый король | a8 чёрная ладья · c8 чёрный слон · f8 чёрная ладья · g8 чёрный король · a7 чёрная пешка · b7 чёрная пешка · c7 чёрная пешка · e7 чёрный ферзь · f7 чёрная пешка · g7 чёрная пешка · h7 чёрная пешка · b6 чёрный слон · c6 чёрный конь · d6 чёрная пешка · f6 чёрный конь · b5 белый слон · g5 белый слон · d4 белая пешка · e4 белая пешка · c3 белый конь · f3 белый конь · a2 белая пешка · b2 белая пешка · f2 белая пешка · g2 белая пешка · h2 белая пешка · a1 белая ладья · d1 белый ферзь · f1 белая ладья · g1 белый король | a8 чёрная ладья · c8 чёрный слон · f8 чёрная ладья · g8 чёрный король · a7 чёрная пешка · b7 чёрная пешка · c7 чёрная пешка · e7 чёрный ферзь · f7 чёрная пешка · g7 чёрная пешка · h7 чёрная пешка · b6 чёрный слон · c6 чёрный конь · d6 чёрная пешка · f6 чёрный конь · b5 белый слон · g5 белый слон · d4 белая пешка · e4 белая пешка · c3 белый конь · f3 белый конь · a2 белая пешка · b2 белая пешка · f2 белая пешка · g2 белая пешка · h2 белая пешка · a1 белая ладья · d1 белый ферзь · f1 белая ладья · g1 белый король | a8 чёрная ладья · c8 чёрный слон · f8 чёрная ладья · g8 чёрный король · a7 чёрная пешка · b7 чёрная пешка · c7 чёрная пешка · e7 чёрный ферзь · f7 чёрная пешка · g7 чёрная пешка · h7 чёрная пешка · b6 чёрный слон · c6 чёрный конь · d6 чёрная пешка · f6 чёрный конь · b5 белый слон · g5 белый слон · d4 белая пешка · e4 белая пешка · c3 белый конь · f3 белый конь · a2 белая пешка · b2 белая пешка · f2 белая пешка · g2 белая пешка · h2 белая пешка · a1 белая ладья · d1 белый ферзь · f1 белая ладья · g1 белый король | 7 |
| 6 | a8 чёрная ладья · c8 чёрный слон · f8 чёрная ладья · g8 чёрный король · a7 чёрная пешка · b7 чёрная пешка · c7 чёрная пешка · e7 чёрный ферзь · f7 чёрная пешка · g7 чёрная пешка · h7 чёрная пешка · b6 чёрный слон · c6 чёрный конь · d6 чёрная пешка · f6 чёрный конь · b5 белый слон · g5 белый слон · d4 белая пешка · e4 белая пешка · c3 белый конь · f3 белый конь · a2 белая пешка · b2 белая пешка · f2 белая пешка · g2 белая пешка · h2 белая пешка · a1 белая ладья · d1 белый ферзь · f1 белая ладья · g1 белый король | a8 чёрная ладья · c8 чёрный слон · f8 чёрная ладья · g8 чёрный король · a7 чёрная пешка · b7 чёрная пешка · c7 чёрная пешка · e7 чёрный ферзь · f7 чёрная пешка · g7 чёрная пешка · h7 чёрная пешка · b6 чёрный слон · c6 чёрный конь · d6 чёрная пешка · f6 чёрный конь · b5 белый слон · g5 белый слон · d4 белая пешка · e4 белая пешка · c3 белый конь · f3 белый конь · a2 белая пешка · b2 белая пешка · f2 белая пешка · g2 белая пешка · h2 белая пешка · a1 белая ладья · d1 белый ферзь · f1 белая ладья · g1 белый король | a8 чёрная ладья · c8 чёрный слон · f8 чёрная ладья · g8 чёрный король · a7 чёрная пешка · b7 чёрная пешка · c7 чёрная пешка · e7 чёрный ферзь · f7 чёрная пешка · g7 чёрная пешка · h7 чёрная пешка · b6 чёрный слон · c6 чёрный конь · d6 чёрная пешка · f6 чёрный конь · b5 белый слон · g5 белый слон · d4 белая пешка · e4 белая пешка · c3 белый конь · f3 белый конь · a2 белая пешка · b2 белая пешка · f2 белая пешка · g2 белая пешка · h2 белая пешка · a1 белая ладья · d1 белый ферзь · f1 белая ладья · g1 белый король | a8 чёрная ладья · c8 чёрный слон · f8 чёрная ладья · g8 чёрный король · a7 чёрная пешка · b7 чёрная пешка · c7 чёрная пешка · e7 чёрный ферзь · f7 чёрная пешка · g7 чёрная пешка · h7 чёрная пешка · b6 чёрный слон · c6 чёрный конь · d6 чёрная пешка · f6 чёрный конь · b5 белый слон · g5 белый слон · d4 белая пешка · e4 белая пешка · c3 белый конь · f3 белый конь · a2 белая пешка · b2 белая пешка · f2 белая пешка · g2 белая пешка · h2 белая пешка · a1 белая ладья · d1 белый ферзь · f1 белая ладья · g1 белый король | a8 чёрная ладья · c8 чёрный слон · f8 чёрная ладья · g8 чёрный король · a7 чёрная пешка · b7 чёрная пешка · c7 чёрная пешка · e7 чёрный ферзь · f7 чёрная пешка · g7 чёрная пешка · h7 чёрная пешка · b6 чёрный слон · c6 чёрный конь · d6 чёрная пешка · f6 чёрный конь · b5 белый слон · g5 белый слон · d4 белая пешка · e4 белая пешка · c3 белый конь · f3 белый конь · a2 белая пешка · b2 белая пешка · f2 белая пешка · g2 белая пешка · h2 белая пешка · a1 белая ладья · d1 белый ферзь · f1 белая ладья · g1 белый король | a8 чёрная ладья · c8 чёрный слон · f8 чёрная ладья · g8 чёрный король · a7 чёрная пешка · b7 чёрная пешка · c7 чёрная пешка · e7 чёрный ферзь · f7 чёрная пешка · g7 чёрная пешка · h7 чёрная пешка · b6 чёрный слон · c6 чёрный конь · d6 чёрная пешка · f6 чёрный конь · b5 белый слон · g5 белый слон · d4 белая пешка · e4 белая пешка · c3 белый конь · f3 белый конь · a2 белая пешка · b2 белая пешка · f2 белая пешка · g2 белая пешка · h2 белая пешка · a1 белая ладья · d1 белый ферзь · f1 белая ладья · g1 белый король | a8 чёрная ладья · c8 чёрный слон · f8 чёрная ладья · g8 чёрный король · a7 чёрная пешка · b7 чёрная пешка · c7 чёрная пешка · e7 чёрный ферзь · f7 чёрная пешка · g7 чёрная пешка · h7 чёрная пешка · b6 чёрный слон · c6 чёрный конь · d6 чёрная пешка · f6 чёрный конь · b5 белый слон · g5 белый слон · d4 белая пешка · e4 белая пешка · c3 белый конь · f3 белый конь · a2 белая пешка · b2 белая пешка · f2 белая пешка · g2 белая пешка · h2 белая пешка · a1 белая ладья · d1 белый ферзь · f1 белая ладья · g1 белый король | a8 чёрная ладья · c8 чёрный слон · f8 чёрная ладья · g8 чёрный король · a7 чёрная пешка · b7 чёрная пешка · c7 чёрная пешка · e7 чёрный ферзь · f7 чёрная пешка · g7 чёрная пешка · h7 чёрная пешка · b6 чёрный слон · c6 чёрный конь · d6 чёрная пешка · f6 чёрный конь · b5 белый слон · g5 белый слон · d4 белая пешка · e4 белая пешка · c3 белый конь · f3 белый конь · a2 белая пешка · b2 белая пешка · f2 белая пешка · g2 белая пешка · h2 белая пешка · a1 белая ладья · d1 белый ферзь · f1 белая ладья · g1 белый король | 6 |
| 5 | a8 чёрная ладья · c8 чёрный слон · f8 чёрная ладья · g8 чёрный король · a7 чёрная пешка · b7 чёрная пешка · c7 чёрная пешка · e7 чёрный ферзь · f7 чёрная пешка · g7 чёрная пешка · h7 чёрная пешка · b6 чёрный слон · c6 чёрный конь · d6 чёрная пешка · f6 чёрный конь · b5 белый слон · g5 белый слон · d4 белая пешка · e4 белая пешка · c3 белый конь · f3 белый конь · a2 белая пешка · b2 белая пешка · f2 белая пешка · g2 белая пешка · h2 белая пешка · a1 белая ладья · d1 белый ферзь · f1 белая ладья · g1 белый король | a8 чёрная ладья · c8 чёрный слон · f8 чёрная ладья · g8 чёрный король · a7 чёрная пешка · b7 чёрная пешка · c7 чёрная пешка · e7 чёрный ферзь · f7 чёрная пешка · g7 чёрная пешка · h7 чёрная пешка · b6 чёрный слон · c6 чёрный конь · d6 чёрная пешка · f6 чёрный конь · b5 белый слон · g5 белый слон · d4 белая пешка · e4 белая пешка · c3 белый конь · f3 белый конь · a2 белая пешка · b2 белая пешка · f2 белая пешка · g2 белая пешка · h2 белая пешка · a1 белая ладья · d1 белый ферзь · f1 белая ладья · g1 белый король | a8 чёрная ладья · c8 чёрный слон · f8 чёрная ладья · g8 чёрный король · a7 чёрная пешка · b7 чёрная пешка · c7 чёрная пешка · e7 чёрный ферзь · f7 чёрная пешка · g7 чёрная пешка · h7 чёрная пешка · b6 чёрный слон · c6 чёрный конь · d6 чёрная пешка · f6 чёрный конь · b5 белый слон · g5 белый слон · d4 белая пешка · e4 белая пешка · c3 белый конь · f3 белый конь · a2 белая пешка · b2 белая пешка · f2 белая пешка · g2 белая пешка · h2 белая пешка · a1 белая ладья · d1 белый ферзь · f1 белая ладья · g1 белый король | a8 чёрная ладья · c8 чёрный слон · f8 чёрная ладья · g8 чёрный король · a7 чёрная пешка · b7 чёрная пешка · c7 чёрная пешка · e7 чёрный ферзь · f7 чёрная пешка · g7 чёрная пешка · h7 чёрная пешка · b6 чёрный слон · c6 чёрный конь · d6 чёрная пешка · f6 чёрный конь · b5 белый слон · g5 белый слон · d4 белая пешка · e4 белая пешка · c3 белый конь · f3 белый конь · a2 белая пешка · b2 белая пешка · f2 белая пешка · g2 белая пешка · h2 белая пешка · a1 белая ладья · d1 белый ферзь · f1 белая ладья · g1 белый король | a8 чёрная ладья · c8 чёрный слон · f8 чёрная ладья · g8 чёрный король · a7 чёрная пешка · b7 чёрная пешка · c7 чёрная пешка · e7 чёрный ферзь · f7 чёрная пешка · g7 чёрная пешка · h7 чёрная пешка · b6 чёрный слон · c6 чёрный конь · d6 чёрная пешка · f6 чёрный конь · b5 белый слон · g5 белый слон · d4 белая пешка · e4 белая пешка · c3 белый конь · f3 белый конь · a2 белая пешка · b2 белая пешка · f2 белая пешка · g2 белая пешка · h2 белая пешка · a1 белая ладья · d1 белый ферзь · f1 белая ладья · g1 белый король | a8 чёрная ладья · c8 чёрный слон · f8 чёрная ладья · g8 чёрный король · a7 чёрная пешка · b7 чёрная пешка · c7 чёрная пешка · e7 чёрный ферзь · f7 чёрная пешка · g7 чёрная пешка · h7 чёрная пешка · b6 чёрный слон · c6 чёрный конь · d6 чёрная пешка · f6 чёрный конь · b5 белый слон · g5 белый слон · d4 белая пешка · e4 белая пешка · c3 белый конь · f3 белый конь · a2 белая пешка · b2 белая пешка · f2 белая пешка · g2 белая пешка · h2 белая пешка · a1 белая ладья · d1 белый ферзь · f1 белая ладья · g1 белый король | a8 чёрная ладья · c8 чёрный слон · f8 чёрная ладья · g8 чёрный король · a7 чёрная пешка · b7 чёрная пешка · c7 чёрная пешка · e7 чёрный ферзь · f7 чёрная пешка · g7 чёрная пешка · h7 чёрная пешка · b6 чёрный слон · c6 чёрный конь · d6 чёрная пешка · f6 чёрный конь · b5 белый слон · g5 белый слон · d4 белая пешка · e4 белая пешка · c3 белый конь · f3 белый конь · a2 белая пешка · b2 белая пешка · f2 белая пешка · g2 белая пешка · h2 белая пешка · a1 белая ладья · d1 белый ферзь · f1 белая ладья · g1 белый король | a8 чёрная ладья · c8 чёрный слон · f8 чёрная ладья · g8 чёрный король · a7 чёрная пешка · b7 чёрная пешка · c7 чёрная пешка · e7 чёрный ферзь · f7 чёрная пешка · g7 чёрная пешка · h7 чёрная пешка · b6 чёрный слон · c6 чёрный конь · d6 чёрная пешка · f6 чёрный конь · b5 белый слон · g5 белый слон · d4 белая пешка · e4 белая пешка · c3 белый конь · f3 белый конь · a2 белая пешка · b2 белая пешка · f2 белая пешка · g2 белая пешка · h2 белая пешка · a1 белая ладья · d1 белый ферзь · f1 белая ладья · g1 белый король | 5 |
| 4 | a8 чёрная ладья · c8 чёрный слон · f8 чёрная ладья · g8 чёрный король · a7 чёрная пешка · b7 чёрная пешка · c7 чёрная пешка · e7 чёрный ферзь · f7 чёрная пешка · g7 чёрная пешка · h7 чёрная пешка · b6 чёрный слон · c6 чёрный конь · d6 чёрная пешка · f6 чёрный конь · b5 белый слон · g5 белый слон · d4 белая пешка · e4 белая пешка · c3 белый конь · f3 белый конь · a2 белая пешка · b2 белая пешка · f2 белая пешка · g2 белая пешка · h2 белая пешка · a1 белая ладья · d1 белый ферзь · f1 белая ладья · g1 белый король | a8 чёрная ладья · c8 чёрный слон · f8 чёрная ладья · g8 чёрный король · a7 чёрная пешка · b7 чёрная пешка · c7 чёрная пешка · e7 чёрный ферзь · f7 чёрная пешка · g7 чёрная пешка · h7 чёрная пешка · b6 чёрный слон · c6 чёрный конь · d6 чёрная пешка · f6 чёрный конь · b5 белый слон · g5 белый слон · d4 белая пешка · e4 белая пешка · c3 белый конь · f3 белый конь · a2 белая пешка · b2 белая пешка · f2 белая пешка · g2 белая пешка · h2 белая пешка · a1 белая ладья · d1 белый ферзь · f1 белая ладья · g1 белый король | a8 чёрная ладья · c8 чёрный слон · f8 чёрная ладья · g8 чёрный король · a7 чёрная пешка · b7 чёрная пешка · c7 чёрная пешка · e7 чёрный ферзь · f7 чёрная пешка · g7 чёрная пешка · h7 чёрная пешка · b6 чёрный слон · c6 чёрный конь · d6 чёрная пешка · f6 чёрный конь · b5 белый слон · g5 белый слон · d4 белая пешка · e4 белая пешка · c3 белый конь · f3 белый конь · a2 белая пешка · b2 белая пешка · f2 белая пешка · g2 белая пешка · h2 белая пешка · a1 белая ладья · d1 белый ферзь · f1 белая ладья · g1 белый король | a8 чёрная ладья · c8 чёрный слон · f8 чёрная ладья · g8 чёрный король · a7 чёрная пешка · b7 чёрная пешка · c7 чёрная пешка · e7 чёрный ферзь · f7 чёрная пешка · g7 чёрная пешка · h7 чёрная пешка · b6 чёрный слон · c6 чёрный конь · d6 чёрная пешка · f6 чёрный конь · b5 белый слон · g5 белый слон · d4 белая пешка · e4 белая пешка · c3 белый конь · f3 белый конь · a2 белая пешка · b2 белая пешка · f2 белая пешка · g2 белая пешка · h2 белая пешка · a1 белая ладья · d1 белый ферзь · f1 белая ладья · g1 белый король | a8 чёрная ладья · c8 чёрный слон · f8 чёрная ладья · g8 чёрный король · a7 чёрная пешка · b7 чёрная пешка · c7 чёрная пешка · e7 чёрный ферзь · f7 чёрная пешка · g7 чёрная пешка · h7 чёрная пешка · b6 чёрный слон · c6 чёрный конь · d6 чёрная пешка · f6 чёрный конь · b5 белый слон · g5 белый слон · d4 белая пешка · e4 белая пешка · c3 белый конь · f3 белый конь · a2 белая пешка · b2 белая пешка · f2 белая пешка · g2 белая пешка · h2 белая пешка · a1 белая ладья · d1 белый ферзь · f1 белая ладья · g1 белый король | a8 чёрная ладья · c8 чёрный слон · f8 чёрная ладья · g8 чёрный король · a7 чёрная пешка · b7 чёрная пешка · c7 чёрная пешка · e7 чёрный ферзь · f7 чёрная пешка · g7 чёрная пешка · h7 чёрная пешка · b6 чёрный слон · c6 чёрный конь · d6 чёрная пешка · f6 чёрный конь · b5 белый слон · g5 белый слон · d4 белая пешка · e4 белая пешка · c3 белый конь · f3 белый конь · a2 белая пешка · b2 белая пешка · f2 белая пешка · g2 белая пешка · h2 белая пешка · a1 белая ладья · d1 белый ферзь · f1 белая ладья · g1 белый король | a8 чёрная ладья · c8 чёрный слон · f8 чёрная ладья · g8 чёрный король · a7 чёрная пешка · b7 чёрная пешка · c7 чёрная пешка · e7 чёрный ферзь · f7 чёрная пешка · g7 чёрная пешка · h7 чёрная пешка · b6 чёрный слон · c6 чёрный конь · d6 чёрная пешка · f6 чёрный конь · b5 белый слон · g5 белый слон · d4 белая пешка · e4 белая пешка · c3 белый конь · f3 белый конь · a2 белая пешка · b2 белая пешка · f2 белая пешка · g2 белая пешка · h2 белая пешка · a1 белая ладья · d1 белый ферзь · f1 белая ладья · g1 белый король | a8 чёрная ладья · c8 чёрный слон · f8 чёрная ладья · g8 чёрный король · a7 чёрная пешка · b7 чёрная пешка · c7 чёрная пешка · e7 чёрный ферзь · f7 чёрная пешка · g7 чёрная пешка · h7 чёрная пешка · b6 чёрный слон · c6 чёрный конь · d6 чёрная пешка · f6 чёрный конь · b5 белый слон · g5 белый слон · d4 белая пешка · e4 белая пешка · c3 белый конь · f3 белый конь · a2 белая пешка · b2 белая пешка · f2 белая пешка · g2 белая пешка · h2 белая пешка · a1 белая ладья · d1 белый ферзь · f1 белая ладья · g1 белый король | 4 |
| 3 | a8 чёрная ладья · c8 чёрный слон · f8 чёрная ладья · g8 чёрный король · a7 чёрная пешка · b7 чёрная пешка · c7 чёрная пешка · e7 чёрный ферзь · f7 чёрная пешка · g7 чёрная пешка · h7 чёрная пешка · b6 чёрный слон · c6 чёрный конь · d6 чёрная пешка · f6 чёрный конь · b5 белый слон · g5 белый слон · d4 белая пешка · e4 белая пешка · c3 белый конь · f3 белый конь · a2 белая пешка · b2 белая пешка · f2 белая пешка · g2 белая пешка · h2 белая пешка · a1 белая ладья · d1 белый ферзь · f1 белая ладья · g1 белый король | a8 чёрная ладья · c8 чёрный слон · f8 чёрная ладья · g8 чёрный король · a7 чёрная пешка · b7 чёрная пешка · c7 чёрная пешка · e7 чёрный ферзь · f7 чёрная пешка · g7 чёрная пешка · h7 чёрная пешка · b6 чёрный слон · c6 чёрный конь · d6 чёрная пешка · f6 чёрный конь · b5 белый слон · g5 белый слон · d4 белая пешка · e4 белая пешка · c3 белый конь · f3 белый конь · a2 белая пешка · b2 белая пешка · f2 белая пешка · g2 белая пешка · h2 белая пешка · a1 белая ладья · d1 белый ферзь · f1 белая ладья · g1 белый король | a8 чёрная ладья · c8 чёрный слон · f8 чёрная ладья · g8 чёрный король · a7 чёрная пешка · b7 чёрная пешка · c7 чёрная пешка · e7 чёрный ферзь · f7 чёрная пешка · g7 чёрная пешка · h7 чёрная пешка · b6 чёрный слон · c6 чёрный конь · d6 чёрная пешка · f6 чёрный конь · b5 белый слон · g5 белый слон · d4 белая пешка · e4 белая пешка · c3 белый конь · f3 белый конь · a2 белая пешка · b2 белая пешка · f2 белая пешка · g2 белая пешка · h2 белая пешка · a1 белая ладья · d1 белый ферзь · f1 белая ладья · g1 белый король | a8 чёрная ладья · c8 чёрный слон · f8 чёрная ладья · g8 чёрный король · a7 чёрная пешка · b7 чёрная пешка · c7 чёрная пешка · e7 чёрный ферзь · f7 чёрная пешка · g7 чёрная пешка · h7 чёрная пешка · b6 чёрный слон · c6 чёрный конь · d6 чёрная пешка · f6 чёрный конь · b5 белый слон · g5 белый слон · d4 белая пешка · e4 белая пешка · c3 белый конь · f3 белый конь · a2 белая пешка · b2 белая пешка · f2 белая пешка · g2 белая пешка · h2 белая пешка · a1 белая ладья · d1 белый ферзь · f1 белая ладья · g1 белый король | a8 чёрная ладья · c8 чёрный слон · f8 чёрная ладья · g8 чёрный король · a7 чёрная пешка · b7 чёрная пешка · c7 чёрная пешка · e7 чёрный ферзь · f7 чёрная пешка · g7 чёрная пешка · h7 чёрная пешка · b6 чёрный слон · c6 чёрный конь · d6 чёрная пешка · f6 чёрный конь · b5 белый слон · g5 белый слон · d4 белая пешка · e4 белая пешка · c3 белый конь · f3 белый конь · a2 белая пешка · b2 белая пешка · f2 белая пешка · g2 белая пешка · h2 белая пешка · a1 белая ладья · d1 белый ферзь · f1 белая ладья · g1 белый король | a8 чёрная ладья · c8 чёрный слон · f8 чёрная ладья · g8 чёрный король · a7 чёрная пешка · b7 чёрная пешка · c7 чёрная пешка · e7 чёрный ферзь · f7 чёрная пешка · g7 чёрная пешка · h7 чёрная пешка · b6 чёрный слон · c6 чёрный конь · d6 чёрная пешка · f6 чёрный конь · b5 белый слон · g5 белый слон · d4 белая пешка · e4 белая пешка · c3 белый конь · f3 белый конь · a2 белая пешка · b2 белая пешка · f2 белая пешка · g2 белая пешка · h2 белая пешка · a1 белая ладья · d1 белый ферзь · f1 белая ладья · g1 белый король | a8 чёрная ладья · c8 чёрный слон · f8 чёрная ладья · g8 чёрный король · a7 чёрная пешка · b7 чёрная пешка · c7 чёрная пешка · e7 чёрный ферзь · f7 чёрная пешка · g7 чёрная пешка · h7 чёрная пешка · b6 чёрный слон · c6 чёрный конь · d6 чёрная пешка · f6 чёрный конь · b5 белый слон · g5 белый слон · d4 белая пешка · e4 белая пешка · c3 белый конь · f3 белый конь · a2 белая пешка · b2 белая пешка · f2 белая пешка · g2 белая пешка · h2 белая пешка · a1 белая ладья · d1 белый ферзь · f1 белая ладья · g1 белый король | a8 чёрная ладья · c8 чёрный слон · f8 чёрная ладья · g8 чёрный король · a7 чёрная пешка · b7 чёрная пешка · c7 чёрная пешка · e7 чёрный ферзь · f7 чёрная пешка · g7 чёрная пешка · h7 чёрная пешка · b6 чёрный слон · c6 чёрный конь · d6 чёрная пешка · f6 чёрный конь · b5 белый слон · g5 белый слон · d4 белая пешка · e4 белая пешка · c3 белый конь · f3 белый конь · a2 белая пешка · b2 белая пешка · f2 белая пешка · g2 белая пешка · h2 белая пешка · a1 белая ладья · d1 белый ферзь · f1 белая ладья · g1 белый король | 3 |
| 2 | a8 чёрная ладья · c8 чёрный слон · f8 чёрная ладья · g8 чёрный король · a7 чёрная пешка · b7 чёрная пешка · c7 чёрная пешка · e7 чёрный ферзь · f7 чёрная пешка · g7 чёрная пешка · h7 чёрная пешка · b6 чёрный слон · c6 чёрный конь · d6 чёрная пешка · f6 чёрный конь · b5 белый слон · g5 белый слон · d4 белая пешка · e4 белая пешка · c3 белый конь · f3 белый конь · a2 белая пешка · b2 белая пешка · f2 белая пешка · g2 белая пешка · h2 белая пешка · a1 белая ладья · d1 белый ферзь · f1 белая ладья · g1 белый король | a8 чёрная ладья · c8 чёрный слон · f8 чёрная ладья · g8 чёрный король · a7 чёрная пешка · b7 чёрная пешка · c7 чёрная пешка · e7 чёрный ферзь · f7 чёрная пешка · g7 чёрная пешка · h7 чёрная пешка · b6 чёрный слон · c6 чёрный конь · d6 чёрная пешка · f6 чёрный конь · b5 белый слон · g5 белый слон · d4 белая пешка · e4 белая пешка · c3 белый конь · f3 белый конь · a2 белая пешка · b2 белая пешка · f2 белая пешка · g2 белая пешка · h2 белая пешка · a1 белая ладья · d1 белый ферзь · f1 белая ладья · g1 белый король | a8 чёрная ладья · c8 чёрный слон · f8 чёрная ладья · g8 чёрный король · a7 чёрная пешка · b7 чёрная пешка · c7 чёрная пешка · e7 чёрный ферзь · f7 чёрная пешка · g7 чёрная пешка · h7 чёрная пешка · b6 чёрный слон · c6 чёрный конь · d6 чёрная пешка · f6 чёрный конь · b5 белый слон · g5 белый слон · d4 белая пешка · e4 белая пешка · c3 белый конь · f3 белый конь · a2 белая пешка · b2 белая пешка · f2 белая пешка · g2 белая пешка · h2 белая пешка · a1 белая ладья · d1 белый ферзь · f1 белая ладья · g1 белый король | a8 чёрная ладья · c8 чёрный слон · f8 чёрная ладья · g8 чёрный король · a7 чёрная пешка · b7 чёрная пешка · c7 чёрная пешка · e7 чёрный ферзь · f7 чёрная пешка · g7 чёрная пешка · h7 чёрная пешка · b6 чёрный слон · c6 чёрный конь · d6 чёрная пешка · f6 чёрный конь · b5 белый слон · g5 белый слон · d4 белая пешка · e4 белая пешка · c3 белый конь · f3 белый конь · a2 белая пешка · b2 белая пешка · f2 белая пешка · g2 белая пешка · h2 белая пешка · a1 белая ладья · d1 белый ферзь · f1 белая ладья · g1 белый король | a8 чёрная ладья · c8 чёрный слон · f8 чёрная ладья · g8 чёрный король · a7 чёрная пешка · b7 чёрная пешка · c7 чёрная пешка · e7 чёрный ферзь · f7 чёрная пешка · g7 чёрная пешка · h7 чёрная пешка · b6 чёрный слон · c6 чёрный конь · d6 чёрная пешка · f6 чёрный конь · b5 белый слон · g5 белый слон · d4 белая пешка · e4 белая пешка · c3 белый конь · f3 белый конь · a2 белая пешка · b2 белая пешка · f2 белая пешка · g2 белая пешка · h2 белая пешка · a1 белая ладья · d1 белый ферзь · f1 белая ладья · g1 белый король | a8 чёрная ладья · c8 чёрный слон · f8 чёрная ладья · g8 чёрный король · a7 чёрная пешка · b7 чёрная пешка · c7 чёрная пешка · e7 чёрный ферзь · f7 чёрная пешка · g7 чёрная пешка · h7 чёрная пешка · b6 чёрный слон · c6 чёрный конь · d6 чёрная пешка · f6 чёрный конь · b5 белый слон · g5 белый слон · d4 белая пешка · e4 белая пешка · c3 белый конь · f3 белый конь · a2 белая пешка · b2 белая пешка · f2 белая пешка · g2 белая пешка · h2 белая пешка · a1 белая ладья · d1 белый ферзь · f1 белая ладья · g1 белый король | a8 чёрная ладья · c8 чёрный слон · f8 чёрная ладья · g8 чёрный король · a7 чёрная пешка · b7 чёрная пешка · c7 чёрная пешка · e7 чёрный ферзь · f7 чёрная пешка · g7 чёрная пешка · h7 чёрная пешка · b6 чёрный слон · c6 чёрный конь · d6 чёрная пешка · f6 чёрный конь · b5 белый слон · g5 белый слон · d4 белая пешка · e4 белая пешка · c3 белый конь · f3 белый конь · a2 белая пешка · b2 белая пешка · f2 белая пешка · g2 белая пешка · h2 белая пешка · a1 белая ладья · d1 белый ферзь · f1 белая ладья · g1 белый король | a8 чёрная ладья · c8 чёрный слон · f8 чёрная ладья · g8 чёрный король · a7 чёрная пешка · b7 чёрная пешка · c7 чёрная пешка · e7 чёрный ферзь · f7 чёрная пешка · g7 чёрная пешка · h7 чёрная пешка · b6 чёрный слон · c6 чёрный конь · d6 чёрная пешка · f6 чёрный конь · b5 белый слон · g5 белый слон · d4 белая пешка · e4 белая пешка · c3 белый конь · f3 белый конь · a2 белая пешка · b2 белая пешка · f2 белая пешка · g2 белая пешка · h2 белая пешка · a1 белая ладья · d1 белый ферзь · f1 белая ладья · g1 белый король | 2 |
| 1 | a8 чёрная ладья · c8 чёрный слон · f8 чёрная ладья · g8 чёрный король · a7 чёрная пешка · b7 чёрная пешка · c7 чёрная пешка · e7 чёрный ферзь · f7 чёрная пешка · g7 чёрная пешка · h7 чёрная пешка · b6 чёрный слон · c6 чёрный конь · d6 чёрная пешка · f6 чёрный конь · b5 белый слон · g5 белый слон · d4 белая пешка · e4 белая пешка · c3 белый конь · f3 белый конь · a2 белая пешка · b2 белая пешка · f2 белая пешка · g2 белая пешка · h2 белая пешка · a1 белая ладья · d1 белый ферзь · f1 белая ладья · g1 белый король | a8 чёрная ладья · c8 чёрный слон · f8 чёрная ладья · g8 чёрный король · a7 чёрная пешка · b7 чёрная пешка · c7 чёрная пешка · e7 чёрный ферзь · f7 чёрная пешка · g7 чёрная пешка · h7 чёрная пешка · b6 чёрный слон · c6 чёрный конь · d6 чёрная пешка · f6 чёрный конь · b5 белый слон · g5 белый слон · d4 белая пешка · e4 белая пешка · c3 белый конь · f3 белый конь · a2 белая пешка · b2 белая пешка · f2 белая пешка · g2 белая пешка · h2 белая пешка · a1 белая ладья · d1 белый ферзь · f1 белая ладья · g1 белый король | a8 чёрная ладья · c8 чёрный слон · f8 чёрная ладья · g8 чёрный король · a7 чёрная пешка · b7 чёрная пешка · c7 чёрная пешка · e7 чёрный ферзь · f7 чёрная пешка · g7 чёрная пешка · h7 чёрная пешка · b6 чёрный слон · c6 чёрный конь · d6 чёрная пешка · f6 чёрный конь · b5 белый слон · g5 белый слон · d4 белая пешка · e4 белая пешка · c3 белый конь · f3 белый конь · a2 белая пешка · b2 белая пешка · f2 белая пешка · g2 белая пешка · h2 белая пешка · a1 белая ладья · d1 белый ферзь · f1 белая ладья · g1 белый король | a8 чёрная ладья · c8 чёрный слон · f8 чёрная ладья · g8 чёрный король · a7 чёрная пешка · b7 чёрная пешка · c7 чёрная пешка · e7 чёрный ферзь · f7 чёрная пешка · g7 чёрная пешка · h7 чёрная пешка · b6 чёрный слон · c6 чёрный конь · d6 чёрная пешка · f6 чёрный конь · b5 белый слон · g5 белый слон · d4 белая пешка · e4 белая пешка · c3 белый конь · f3 белый конь · a2 белая пешка · b2 белая пешка · f2 белая пешка · g2 белая пешка · h2 белая пешка · a1 белая ладья · d1 белый ферзь · f1 белая ладья · g1 белый король | a8 чёрная ладья · c8 чёрный слон · f8 чёрная ладья · g8 чёрный король · a7 чёрная пешка · b7 чёрная пешка · c7 чёрная пешка · e7 чёрный ферзь · f7 чёрная пешка · g7 чёрная пешка · h7 чёрная пешка · b6 чёрный слон · c6 чёрный конь · d6 чёрная пешка · f6 чёрный конь · b5 белый слон · g5 белый слон · d4 белая пешка · e4 белая пешка · c3 белый конь · f3 белый конь · a2 белая пешка · b2 белая пешка · f2 белая пешка · g2 белая пешка · h2 белая пешка · a1 белая ладья · d1 белый ферзь · f1 белая ладья · g1 белый король | a8 чёрная ладья · c8 чёрный слон · f8 чёрная ладья · g8 чёрный король · a7 чёрная пешка · b7 чёрная пешка · c7 чёрная пешка · e7 чёрный ферзь · f7 чёрная пешка · g7 чёрная пешка · h7 чёрная пешка · b6 чёрный слон · c6 чёрный конь · d6 чёрная пешка · f6 чёрный конь · b5 белый слон · g5 белый слон · d4 белая пешка · e4 белая пешка · c3 белый конь · f3 белый конь · a2 белая пешка · b2 белая пешка · f2 белая пешка · g2 белая пешка · h2 белая пешка · a1 белая ладья · d1 белый ферзь · f1 белая ладья · g1 белый король | a8 чёрная ладья · c8 чёрный слон · f8 чёрная ладья · g8 чёрный король · a7 чёрная пешка · b7 чёрная пешка · c7 чёрная пешка · e7 чёрный ферзь · f7 чёрная пешка · g7 чёрная пешка · h7 чёрная пешка · b6 чёрный слон · c6 чёрный конь · d6 чёрная пешка · f6 чёрный конь · b5 белый слон · g5 белый слон · d4 белая пешка · e4 белая пешка · c3 белый конь · f3 белый конь · a2 белая пешка · b2 белая пешка · f2 белая пешка · g2 белая пешка · h2 белая пешка · a1 белая ладья · d1 белый ферзь · f1 белая ладья · g1 белый король | a8 чёрная ладья · c8 чёрный слон · f8 чёрная ладья · g8 чёрный король · a7 чёрная пешка · b7 чёрная пешка · c7 чёрная пешка · e7 чёрный ферзь · f7 чёрная пешка · g7 чёрная пешка · h7 чёрная пешка · b6 чёрный слон · c6 чёрный конь · d6 чёрная пешка · f6 чёрный конь · b5 белый слон · g5 белый слон · d4 белая пешка · e4 белая пешка · c3 белый конь · f3 белый конь · a2 белая пешка · b2 белая пешка · f2 белая пешка · g2 белая пешка · h2 белая пешка · a1 белая ладья · d1 белый ферзь · f1 белая ладья · g1 белый король | 1 |
|   | a | b | c | d | e | f | g | h |   |

Сохранилась партия С. Сплинтер, выигранная ей в матче клуба «Leidsch Schaakgenootschap» с командой клуба «Delftsche Schaakclub».
С. Сплинтер — Бауэр,
Лейден, 3 марта 1901 г.
Испанская партия
1. e4 e5 2. Кf3 Кc6 3. Сb5 Кf6 4. 0—0  Сc5 5. c3 0—0 6. d4 ed?
Серьезная позиционная ошибка. Правильно 6... Сb6 со сложной игрой. После 7. Сg5 или 7. Лe1 обычно возникают позиции с небольшим перевесом белых.
7. cd.
После ходов 7. e5 Кe4 8. cd Сb6 возникает позиция, в которой В. В. Смыслов путем 9. d5 Кe7 10. Сd3 f5 11. Кbd2 Кc5 12. d6 Кg6 13. Сc4+ добился большого перевеса в партии с Ю. А. Рандвийром (Пярну, 1947 г.).
7... Сb6 8. Кc3.
К большому перевесу белых ведет также 8. e5 Кe8 9. d5 Кe7 10. d6! cd 11. ed Кg6 12. Сg5 f6 13. Фd5+ Крh8 14. Сd2, «и ферзевый фланг черных заморожен».
8... Фe7?
Бессмысленный ход. Нужно было пытаться закончить развитие фигур (8... d6).
9. Сg5! d6?
Черные просматривают основную угрозу, хотя и после 9... h6 у них очень плохая позиция.
10. С:c6 bc 11. e5 de 12. de Лd8 13. Фc2.
Еще проще 13. ef.
13... Сd4 14. ef С:f6 15. С:f6 Ф:f6 16. Кe4 Фg6 17. Кe5 Фe6 18. К:c6 Лd5 19. Лfe1 Сb7 20. Кg5 Фh6 21. Кe7+ Крf8 22. К:h7+ Крe8 23. Кf5++.
Черные сдались.